# Kutiyana
Kutiyana là một thành phố và khu đô thị của quận Porbandar thuộc bang Gujarat, Ấn Độ.

## Địa lý
Kutiyana có vị trí 21°38′B 69°59′Đ / 21,63°B 69,98°Đ Nó có độ cao trung bình là 30 mét (98 feet).

## Nhân khẩu
Theo điều tra dân số năm 2001 của Ấn Độ, Kutiyana có dân số 17.108 người. Phái nam chiếm 51% tổng số dân và phái nữ chiếm 49%. Kutiyana có tỷ lệ 63% biết đọc biết viết, cao hơn tỷ lệ trung bình toàn quốc là 59,5%: tỷ lệ cho phái nam là 71%, và tỷ lệ cho phái nữ là 54%. Tại Kutiyana, 13% dân số nhỏ hơn 6 tuổi.